# Pleistoscene
Pleistoscene è un progetto musicale di Zim Zum, chitarrista e compositore multiplatino ed ex chitarrista di Marilyn Manson, oggi a capo dei The Pop Culture Suicides

## La nascita e il concetto Pleistoscene
Pleistoscene nasce come progetto musicale nel 2002, quando oltre 500.000 persone visiteranno il pianeta Pleistosonica su http://www.pleistoscene.com
Successivamente diventa progetto solo strumentale.
Zim Zum definisce Pleistoscene la sua "orchestra".
Pleistoscene è il teatro della mente, un musical speri(mentale) diretto da un unico uomo.
Zim Zum dichiara di aver scelto il nome "Pleistoscene" facendo riferimento al momento della storia dell'umanità in cui si è verificata la prima estinzione di massa, la prima era glaciale, e che ha visto anche la prima manifestazione riconosciuta di una forma d'arte.

## Brani realizzati
- Who will save us now? (2003)
- Ordinary Life (2003)
- A sweet sad smile (2007)
- The affair of the chrome spider and the glass snake (2008)